# Bahnstrecke Lunenburg–Maquam
| Streckenlänge: | 193,7 km             |                                           |                                           |
| Spurweite: | 1435 mm (Normalspur) |                                           |                                           |
| |                      |                                           |                                           |
| \| \| \| von Portland \| \| \| \| 0,0 \| Lunenburg VT \| Lunenburg VT \| \| \| 3,7 \| Gilman VT (früher Fitzdale) \| Gilman VT (früher Fitzdale) \| \| \| 6,8 \| East Concord VT \| East Concord VT \| \| \| 11,3 \| Miles Pond VT \| Miles Pond VT \| \| \| 16,7 \| North Concord VT (früher Essex) \| North Concord VT (früher Essex) \| \| \| \| nach Steven’s \| \| \| \| 22,5 \| Concord VT (früher West Concord) \| Concord VT (früher West Concord) \| \| \| 28,5 \| East St. Johnsbury VT \| East St. Johnsbury VT \| \| \| \| Moose River (2×) \| \| \| \| \| Passumpsic River \| \| \| \| \| von Lennoxville \| \| \| \| 35,4 \| St. Johnsbury VT \| St. Johnsbury VT \| \| \| \| nach White River Junction \| \| \| \| \| Sleepers River \| \| \| \| \| Interstate 91 \| \| \| \| 53,9 \| Danville VT \| Danville VT \| \| \| 59,3 \| West Danville VT \| West Danville VT \| \| \| 61,6 \| Joe’s Pond VT \| Joe’s Pond VT \| \| \| 67,1 \| Walden VT \| Walden VT \| \| \| 73,8 \| Dow VT \| Dow VT \| \| \| \| Lamoille River \| \| \| \| 80,1 \| Greensboro Bend VT \| Greensboro Bend VT \| \| \| 85,3 \| East Hardwick VT \| East Hardwick VT \| \| \| \| Lamoille River (2×) \| \| \| \| 91,3 \| Hardwick VT \| Hardwick VT \| \| \| \| Lamoille River \| \| \| \| \| von Woodbury (Granite Junction) \| \| \| \| \| Lamoille River (2×) \| \| \| \| 101,4 \| Wolcott VT \| Wolcott VT \| \| \| \| Lamoille River \| \| \| \| \| Wild Branch River \| \| \| \| \| Lamoille River \| \| \| \| 114,1 \| Morrisville VT \| Morrisville VT \| \| \| \| Lamoille River \| \| \| \| 118,4 \| Hyde Park VT \| Hyde Park VT \| \| \| \| Lamoille River \| \| \| \| 126,1 \| Johnson VT \| Johnson VT \| \| \| ? \| East Cambridge VT \| East Cambridge VT \| \| \| 138,8 \| Cambridge Junction VT \| Cambridge Junction VT \| \| \| \| nach Burlington \| \| \| \| \| Lamoille River \| \| \| \| 146,1 \| Fletcher VT \| Fletcher VT \| \| \| 154,9 \| East Fairfield VT \| East Fairfield VT \| \| \| 161,6 \| Fairfield VT \| Fairfield VT \| \| \| 169,1 \| Sheldon VT \| Sheldon VT \| \| \| \| Missisquoi River \| \| \| \| \| Verbindung nach St. Albans \| \| \| \| \| Strecke St. Albans–Richford \| \| \| \| 171,5 \| Sheldon Junction VT \| Sheldon Junction VT \| \| \| \| nach Longueuil \| \| \| \| 176,1 \| East Highgate VT \| East Highgate VT \| \| \| 181,7 \| Highgate VT \| Highgate VT \| \| \| \| Interstate 89 \| \| \| \| \| Verbindung nach Fonda Jct. und Saint-Jean \| \| \| \| \| Strecke Fonda Jct.–Iberville \| \| \| \| 187,9 \| East Swanton VT \| East Swanton VT \| \| \| \| Straßenbahn St. Albans \| \| \| \| \| Missisquoi River \| \| \| \| \| Verbindung nach Rouses Point \| \| \| \| \| Strecke Essex Jct.–Rouses Point \| \| \| \| 190,1 \| Swanton VT \| Swanton VT \| \| \| \| \| \| \| \| \| von Ogdensburg \| \| \| \| 193,7 \| Maquam VT \| Maquam VT \| |                      |                                           |                                           |
| Strecke |                      | von Portland                              | von Portland                              |
| ehemaliger Bahnhof | 0,0                  | Lunenburg VT                              | Lunenburg VT                              |
| Dienststation / Betriebs- oder Güterbahnhof | 3,7                  | Gilman VT (früher Fitzdale)               | Gilman VT (früher Fitzdale)               |
| Dienststation / Betriebs- oder Güterbahnhof | 6,8                  | East Concord VT                           | East Concord VT                           |
| ehemaliger Bahnhof | 11,3                 | Miles Pond VT                             | Miles Pond VT                             |
| Dienststation / Betriebs- oder Güterbahnhof | 16,7                 | North Concord VT (früher Essex)           | North Concord VT (früher Essex)           |
| Abzweig geradeaus und ehemals nach rechts |                      | nach Steven’s                             | nach Steven’s                             |
| Dienststation / Betriebs- oder Güterbahnhof | 22,5                 | Concord VT (früher West Concord)          | Concord VT (früher West Concord)          |
| ehemaliger Bahnhof | 28,5                 | East St. Johnsbury VT                     | East St. Johnsbury VT                     |
| Brücke über Wasserlauf |                      | Moose River (2×)                          | Moose River (2×)                          |
| Brücke über Wasserlauf |                      | Passumpsic River                          | Passumpsic River                          |
| Abzweig geradeaus und von rechts |                      | von Lennoxville                           | von Lennoxville                           |
| Dienststation / Betriebs- oder Güterbahnhof | 35,4                 | St. Johnsbury VT                          | St. Johnsbury VT                          |
| Abzweig ehemals geradeaus und nach links |                      | nach White River Junction                 | nach White River Junction                 |
| Brücke über Wasserlauf (Strecke außer Betrieb) |                      | Sleepers River                            | Sleepers River                            |
| Strecke mit Straßenbrücke (Strecke außer Betrieb) |                      | Interstate 91                             | Interstate 91                             |
| Bahnhof (Strecke außer Betrieb) | 53,9                 | Danville VT                               | Danville VT                               |
| Bahnhof (Strecke außer Betrieb) | 59,3                 | West Danville VT                          | West Danville VT                          |
| Haltepunkt / Haltestelle (Strecke außer Betrieb) | 61,6                 | Joe’s Pond VT                             | Joe’s Pond VT                             |
| Bahnhof (Strecke außer Betrieb) | 67,1                 | Walden VT                                 | Walden VT                                 |
| Haltepunkt / Haltestelle (Strecke außer Betrieb) | 73,8                 | Dow VT                                    | Dow VT                                    |
| Brücke über Wasserlauf (Strecke außer Betrieb) |                      | Lamoille River                            | Lamoille River                            |
| Bahnhof (Strecke außer Betrieb) | 80,1                 | Greensboro Bend VT                        | Greensboro Bend VT                        |
| Bahnhof (Strecke außer Betrieb) | 85,3                 | East Hardwick VT                          | East Hardwick VT                          |
| Brücke über Wasserlauf (Strecke außer Betrieb) |                      | Lamoille River (2×)                       | Lamoille River (2×)                       |
| Bahnhof (Strecke außer Betrieb) | 91,3                 | Hardwick VT                               | Hardwick VT                               |
| Brücke über Wasserlauf (Strecke außer Betrieb) |                      | Lamoille River                            | Lamoille River                            |
| Abzweig geradeaus und von links (Strecke außer Betrieb) |                      | von Woodbury (Granite Junction)           | von Woodbury (Granite Junction)           |
| Brücke über Wasserlauf (Strecke außer Betrieb) |                      | Lamoille River (2×)                       | Lamoille River (2×)                       |
| Bahnhof (Strecke außer Betrieb) | 101,4                | Wolcott VT                                | Wolcott VT                                |
| Brücke über Wasserlauf (Strecke außer Betrieb) |                      | Lamoille River                            | Lamoille River                            |
| Brücke über Wasserlauf (Strecke außer Betrieb) |                      | Wild Branch River                         | Wild Branch River                         |
| Brücke über Wasserlauf (Strecke außer Betrieb) |                      | Lamoille River                            | Lamoille River                            |
| Bahnhof (Strecke außer Betrieb) | 114,1                | Morrisville VT                            | Morrisville VT                            |
| Brücke über Wasserlauf (Strecke außer Betrieb) |                      | Lamoille River                            | Lamoille River                            |
| Bahnhof (Strecke außer Betrieb) | 118,4                | Hyde Park VT                              | Hyde Park VT                              |
| Brücke über Wasserlauf (Strecke außer Betrieb) |                      | Lamoille River                            | Lamoille River                            |
| Bahnhof (Strecke außer Betrieb) | 126,1                | Johnson VT                                | Johnson VT                                |
| Haltepunkt / Haltestelle (Strecke außer Betrieb) | ?                    | East Cambridge VT                         | East Cambridge VT                         |
| Bahnhof (Strecke außer Betrieb) | 138,8                | Cambridge Junction VT                     | Cambridge Junction VT                     |
| Abzweig geradeaus und nach links (Strecke außer Betrieb) |                      | nach Burlington                           | nach Burlington                           |
| Brücke über Wasserlauf (Strecke außer Betrieb) |                      | Lamoille River                            | Lamoille River                            |
| Bahnhof (Strecke außer Betrieb) | 146,1                | Fletcher VT                               | Fletcher VT                               |
| Bahnhof (Strecke außer Betrieb) | 154,9                | East Fairfield VT                         | East Fairfield VT                         |
| Bahnhof (Strecke außer Betrieb) | 161,6                | Fairfield VT                              | Fairfield VT                              |
| Bahnhof (Strecke außer Betrieb) | 169,1                | Sheldon VT                                | Sheldon VT                                |
| Brücke über Wasserlauf (Strecke außer Betrieb) |                      | Missisquoi River                          | Missisquoi River                          |
| Abzweig geradeaus und nach links (Strecke außer Betrieb) |                      | Verbindung nach St. Albans                | Verbindung nach St. Albans                |
| Kreuzung (Strecken außer Betrieb) |                      | Strecke St. Albans–Richford               | Strecke St. Albans–Richford               |
| Bahnhof (Strecke außer Betrieb) | 171,5                | Sheldon Junction VT                       | Sheldon Junction VT                       |
| Abzweig geradeaus und nach rechts (Strecke außer Betrieb) |                      | nach Longueuil                            | nach Longueuil                            |
| Bahnhof (Strecke außer Betrieb) | 176,1                | East Highgate VT                          | East Highgate VT                          |
| Bahnhof (Strecke außer Betrieb) | 181,7                | Highgate VT                               | Highgate VT                               |
| Strecke mit Straßenbrücke (Strecke außer Betrieb) |                      | Interstate 89                             | Interstate 89                             |
| Abzweig geradeaus, nach links und nach rechts (Strecke außer Betrieb) |                      | Verbindung nach Fonda Jct. und Saint-Jean | Verbindung nach Fonda Jct. und Saint-Jean |
| Kreuzung (Strecken außer Betrieb) |                      | Strecke Fonda Jct.–Iberville              | Strecke Fonda Jct.–Iberville              |
| Bahnhof (Strecke außer Betrieb) | 187,9                | East Swanton VT                           | East Swanton VT                           |
| Kreuzung (Strecken außer Betrieb) |                      | Straßenbahn St. Albans                    | Straßenbahn St. Albans                    |
| Brücke über Wasserlauf (Strecke außer Betrieb) |                      | Missisquoi River                          | Missisquoi River                          |
| Abzweig geradeaus und nach rechts (Strecke außer Betrieb) |                      | Verbindung nach Rouses Point              | Verbindung nach Rouses Point              |
| Kreuzung (Strecke geradeaus außer Betrieb) |                      | Strecke Essex Jct.–Rouses Point           | Strecke Essex Jct.–Rouses Point           |
| Bahnhof (Strecke außer Betrieb) | 190,1                | Swanton VT                                | Swanton VT                                |
| Strecke (außer Betrieb) |                      |                                           |                                           |
| Abzweig geradeaus und von rechts (Strecke außer Betrieb) |                      | von Ogdensburg                            | von Ogdensburg                            |
| Kopfbahnhof Streckenende (Strecke außer Betrieb) | 193,7                | Maquam VT                                 | Maquam VT                                 |

Die Bahnstrecke Lunenburg–Maquam ist eine Eisenbahnstrecke in Vermont (Vereinigte Staaten). Sie ist 193,7 Kilometer lang und verbindet unter anderem die Städte Lunenburg, St. Johnsbury, Hardwick, Morrisville, Swanton und Maquam. Nur der Abschnitt von Lunenburg nach St. Johnsbury ist noch in Betrieb und wird unregelmäßig durch die Twin State Railroad im Güterverkehr betrieben.

## Geschichte

### Vorgeschichte
In den 1860er Jahren planten Unternehmer, eine Bahnstrecke von Portland (Maine) nach Ogdensburg (New York) zu bauen. In Maine und New Hampshire wurde dafür die Portland and Ogdensburg Railroad gegründet, die 1869 mit dem Bau der Bahnstrecke Portland–Lunenburg begann. In Vermont wurden von 1864 bis 1867 drei Bahngesellschaften gegründet, die Abschnitte der Strecke im Bundesstaat bauen wollten. Die Essex County Railroad erhielt 1864 die Konzession für den Abschnitt von Lunenburg bis St. Johnsbury. Die Montpelier and St. Johnsbury Railroad wollte ihre namensgebenden Strecken verbinden und die Lamoille Valley Railroad wollte eine Zweigstrecke von der Montpelier&St. Johnsbury in West Danville bis Swanton bauen. Schon bald verwarf die Montpelier&St. Johnsbury ihren Plan, von West Danville weiter nach Montpelier zu bauen, da die Stadt Montpelier kein Interesse an dem Projekt zeigte.

### Bau
Am Heiligabend 1867 begannen die Bauarbeiten in St. Johnsbury und sechs Tage später in Swanton. Ende Oktober 1870 wurde ein Industrieanschluss in St. Johnsbury eröffnet, der der erste anderthalb Kilometer lange Teil der Strecke in Richtung Maquam werden sollte. Am 1. Januar 1872 ging der erste Abschnitt der Strecke von St. Johnsbury über Danville nach Hardwick durch die Montpelier&St. Johnsbury und die Lamoille Valley in Betrieb. Ende Januar 1872 eröffnete die Essex County den Abschnitt der Strecke von St. Johnsbury nach Concord. Im Westen war im Oktober 1872 Wolcott und am 31. Dezember des gleichen Jahres Morrisville erreicht, wo der Weiterbau zunächst unterbrochen wurde. Stattdessen wurde am östlichen Streckenteil weitergebaut. Im September 1875 war die Grenze bei Lunenburg erreicht, bis wohin Ende des Jahres auch die Bahnstrecke von Portland eröffnet wurde.
Nun ging es auch im Westen weiter. Ab Ende 1874 war die Strecke bis Johnson in Betrieb und am 29. Juni 1877 erreichte die Bahn Cambridge Junction, wo am gleichen Tag auch die Bahnstrecke Burlington–Cambridge Junction fertiggestellt wurde. Der planmäßige Betrieb mit durchlaufenden Zügen von St. Johnsbury nach Burlington wurde drei Tage später aufgenommen. Am 30. Juli des gleichen Jahres ging schließlich der Abschnitt von Cambridge Junction nach Swanton in Betrieb. Das letzte Teilstück nach Maquam folgte im Frühjahr 1880. In Maquam wurde ein Hotel gebaut und es bestand Übergang zu Fährschiffen nach Plattsburgh. Am 1. Juli 1880 übernahm die St. Johnsbury and Lake Champlain Railroad (StJ&LC) die gesamte Bahnstrecke von den drei Vorgängerbetrieben.

### Weitere Entwicklung
1887 pachtete die Boston and Maine Railroad die Strecke, den Betrieb führte jedoch weiterhin die StJ&LC. Der Pachtvertrag wurde 1925 aufgelöst. 1912 verkaufte die StJ&LC den Abschnitt von Lunenburg bis St. Johnsbury an die Maine Central Railroad, die die Portland&Ogdensburg übernommen hatte. Der durchlaufende Betrieb wurde eingestellt, von nun an musste in St. Johnsbury umgestiegen werden. Regulärer Personenverkehr nach Maquam bestand schon ab Anfang des 20. Jahrhunderts nur im Sommer, zu den übrigen Zeiten endeten die Züge in Swanton. Der Abschnitt Swanton–Maquam wurde 1917 stillgelegt.
Die Bahnstrecke wurde bei einem Hochwasser im November 1927 beschädigt, die Brücke über den Passumpsic River in St. Johnsbury sowie der Abschnitt von Morrisville nach Cambridge Junction konnten erst am 15. Februar 1928 wiedereröffnet werden. Auch viele andere Brücken mussten ersetzt werden. 1948 übernahm die St. Johnsbury and Lamoille County Railroad die StJ&LC. Sie stellte 1956 den Personenverkehr zwischen St. Johnsbury und Swanton ein. 1958 endete dieser auch zwischen Lunenburg und St. Johnsbury. Etwa 1967 legte man den Abschnitt zwischen East Swanton und Swanton still. Der Gesamtverkehr westlich von St. Johnsbury endete am 15. September 1972 auf Anordnung der Behörden aufgrund schlechter Gleislage und Stilllegungspläne wurden verlautbart. Im November wurde zwar die Sperrung der Strecke aufgehoben, aber nur wenige Tage später entgleiste erneut ein Zug und der Betrieb wurde wieder eingestellt. Der Bundesstaat kaufte daraufhin im Dezember 1973 die Trasse und verpachtete sie an neue Eigentümer, die den Betrieb unter dem gleichen Namen St. Johnsbury and Lamoille County Railroad wieder aufnahmen, zunächst nur von Morrisville nach East Swanton. Erst Mitte August 1974 wurde nach notwendigen Reparaturen auch der Verkehr zwischen St. Johnsbury und Morrisville wieder aufgenommen. Im Oktober 1976 verpachtete die Regierung die Strecke an die Vermont Northern Railroad und ab 1. Januar 1978 an die Lamoille Valley Railroad.
Im Juni 1984 wurde eine Brücke bei Sheldon durch eine Entgleisung beschädigt, was zur Betriebseinstellung zwischen Johnson und East Swanton führte. Bereits seit 1980 war der Abschnitt zwischen Highgate und East Swanton nur noch zum Abstellen von Wagen verwendet worden. Die Strecke wurde zwar repariert, aber ein regulärer Güterverkehr kam nicht mehr zustande. Ebenfalls 1984 gründete die Lamoille Valley die Twin State Railroad, die den Abschnitt von St. Johnsbury nach Lunenburg und weiter nach Whitefield (New Hampshire) pachtete und ab 26. Juni 1985 betrieb. Im Sommer 1985 begann die Lamoille Valley, Ausflugszüge für Touristen zwischen Joes Pond, gelegentlich auch von St. Johnsbury, und Morrisville anzubieten.
Etwa Ende 1988 endete der Betrieb zwischen Morrisville und Johnson, im Herbst 1994 auch zwischen St. Johnsbury und Morrisville. Obwohl die Stilllegung der Strecke von Morrisville nach Swanton 1996 genehmigt wurde und am 18. Oktober des Jahres vollzogen werden sollte, zog die Bahngesellschaft den Antrag zurück, nahm jedoch den Betrieb nicht wieder auf. Der Pachtvertrag wurde am 19. Februar 1998 aufgelöst und seitdem befindet sich die Trasse westlich von St. Johnsbury in der Hand des Bundesstaates, der 2004 die Strecke stilllegte, die Gleise abbaute und teilweise einen Reit- und Wanderweg darauf anlegte. Zwischen Lunenburg und St. Johnsbury endete der fahrplanmäßige Güterverkehr am 1. Oktober 1999, jedoch wird die Strecke für gelegentliche Fahrten weiterhin durch die Twin State Railroad benutzt.

## Streckenbeschreibung
Die Strecke bildet die westliche Fortsetzung der Bahnstrecke Portland–Lunenburg. Sie beginnt an der Brücke über den Connecticut River, die die Staatengrenze zwischen New Hampshire und Vermont darstellt. Entlang des Connecticut River führt sie westwärts durch Gilman, wo sie das Tal verlässt und nordwestwärts nach Miles Pond weiterführt. Sie verläuft am Nordufer des Miles Pond und erreicht kurz darauf bei North Concord den Moose River. Entlang dieses Flusses, parallel zum U.S. Highway 2, führt die Strecke nun kurvenreich bergab bis ins Tal des Passumpsic River, der bei St. Johnsbury überquert wird. Der Knotenbahnhof St. Johnsbury an der Bahnstrecke White River Junction–Lennoxville war früher ein wichtiger Umsteigepunkt in Richtung Montréal. Auch Kurswagen wurden hier aus Richtung Portland und White Mountains in Richtung Kanada übergeben.
Die Strecke verlässt St. Johnsbury westwärts und es beginnt der Anstieg in die Green Mountains, die zwischen St. Johnsbury und Danville überquert werden mussten. Um Steilstrecken zu vermeiden, musste die Strecke durch serpentinenartige Kurven künstlich verlängert werden. Zwischen den Bahnhöfen St. Johnsbury und Danville liegen nur zehn Kilometer Luftlinie, die Züge fuhren hier jedoch eine Strecke von 18,5 Kilometern. In West Danville erreicht die Bahntrasse das Tal des Joes Brook. Am Joes Pond vorbei führt die Bahn nun wieder bergauf in nordwestliche Richtung. Bei Greensboro Bend vollführt die Trasse eine enge 180°-Kurve und steigt dabei in das Tal des Lamoille River hinab.
Diesem folgt sie über Hardwick und Morrisville westwärts bis Cambridge Junction. Hier überquert die Bahn den Lamoille letztmals und führt nun aus dem Tal heraus nordwärts nach Fairfield und Sheldon. In Sheldon wird der Missisquoi River überquert, dem die Bahnstrecke nun wieder westwärts folgt. In Swanton erfolgt eine erneute Querung dieses Flusses und die Strecke führt weiter westwärts bis Maquam am Ufer des Lake Champlain. In Sheldon, East Swanton und Swanton werden andere Eisenbahnstrecken jeweils niveaugleich gekreuzt, von denen heute nur noch die Hauptstrecke Essex Junction–Rouses Point in Betrieb ist. In East Swanton bestanden Verbindungskurven, die im Güterverkehr ab etwa 1967 planmäßig genutzt wurden, als die Brücke über den Missisquoi bei Swanton stillgelegt wurde.
Viele Brücken entlang der Strecke waren ursprünglich gedeckte Holzbrücken. Nur eine dieser gedeckten Brücken ist bei Wolcott noch vorhanden, die meisten wurden im Laufe der Zeit durch Hochwasser zerstört und durch Stahlkonstruktionen ersetzt.

## Unfälle
Am 31. Juli 1885 stürzte ein von zwei Loks gezogener gemischter Zug in Fahrtrichtung Maquam westlich von St. Johnsbury in ein Bachbett, nachdem ein Regenguss den Bach so sehr anschwellen ließ, dass er die Brücke weggespült hatte. Da der Personenwagen wie üblich am Zugschluss fuhr, wurden nur die Lokbesatzungen verletzt.
Ein Frontalzusammenstoß westlich von Greensboro zwischen einem gemischten Zug und einem Güterzug ereignete sich am 5. Mai 1944. Der Fahrdienstleiter von Greensboro hatte vergessen, das Personal des gemischten Zuges von der Zugkreuzung mit dem außerplanmäßig fahrenden Güterzug in Greensboro zu unterrichten. Der Heizer des gemischten Zuges kam bei dem Unfall ums Leben.